# Mayo-Badji
Mayo-Badji est un village de la commune de Mayo-Baléo situé dans la région de l'Adamaoua et le département du Faro-et-Déo, à proximité de la frontière avec le Nigeria.

## Population
En 1971, Mayo-Badji comptait 86 habitants, principalement Koutine (ou Pere).
Lors du recensement de 2005, le village était habité par 235 personnes, 112 de sexe masculin et 123 de sexe féminin.